# Меморандум о суверенитете Боснии и Герцеговины
Меморандум о суверенитете Боснии и Герцеговины (босн. и хорв. Memorandum o suverenosti Bosne i Hercegovine, серб. Меморандум о суверености Босне и Херцеговине) — акт независимости, принятый парламентом Социалистической Республики Боснии и Герцеговины 12 октября 1991 года. Меморандум был принят только боснийскими и хорватскими депутатами, в то время как сербские депутаты выступили против повторного голосования большинством и покинули сессию.

## Предыдущие события
Парламент Боснии и Герцеговины, где доминировал Союз коммунистов, принял 31 июля 1990 года конституционную поправку XL, радикально изменившую конституционный статус этнических наций. Вышеупомянутая поправка определяет Боснию и Герцеговину как «суверенное демократическое государство народов Боснии и Герцеговины — мусульман, сербов и хорватов и представителей других наций». Поправка по существу поставила государственный суверенитет на гражданской основе на передний план, а этнический суверенитет и равенство — на задний план. Именно этот документ устанавливал возможность повторного голосования в различных вариантах, что могло поставить одну из трёх партий в неравное положение по сравнению с двумя другими, что вскоре и произошло.

## Принятие Меморандума
На сессии Ассамблеи Боснии и Герцеговины 14 октября 1991 года представители мусульманской и хорватской политических партий, без представителей сербской стороны, покинувших сессию, приняли Меморандум о суверенитете Боснии и Герцеговины, тем самым определённым образом пытаясь осуществить переворот. По словам Биляны Плавшич, представители сербов не покидали намеренно заседание, длившееся до поздней ночи, а просто сочли его завершённым и легли спать. Формально этот акт сделали депутаты от ПДД и ХДС против депутатов Сербской демократической партии. Однако тот факт, что все три партии имели почти 100 % электоральную поддержку на национальной основе, а также то, что многие депутаты оппозиционных партий присоединились к ним в голосовании за и против, показывает, что на самом деле это было новаторское заявление законных представителей целых народов: уехать или остаться в уменьшенной Югославии.
Положения Меморандума основывались на конституционной поправке XL, принятой в июле 1990 года. В частности, представители мусульман и хорватов в Скупщине Боснии и Герцеговины посчитали, что согласно содержанию упомянутой поправки нет необходимости получать согласие представителей сербов в Скупщине при принятии учредительных решений о государственном статусе Боснии и Герцеговины, как указано в пункте 1 Меморандума.
Меморандум определяет в пункте 2, что Босния и Герцеговина привержена функционированию совместных югославских государственных институтов, но не будет присутствовать на работе высших органов, если не будут присутствовать все республики, входящие в состав Югославии. Пункт 3 касается решения о том, что Босния и Герцеговина, имея в виду её национальный состав, не примет никакого конституционного решения относительно будущего югославского государства, в котором Сербия и Хорватия не были бы одновременно, с чем она должна быть связана таким же образом. В пункте 4 говорится, что Босния и Герцеговина стремится к полной демилитаризации своей территории, а также поддерживает прекращение огня на территории страны, отмечая, что она приложит все усилия, чтобы оставаться нейтральной. Кроме того, в пункте 5 говорится, что взгляды, выраженные в этом Меморандуме, выражают волю большинства членов Ассамблеи и как таковые представляют собой обязательную основу для поведения государственных и политических органов Республики.
В пункте 6 босняки и хорваты представлены как национальности, решающие судьбу государства, и как таковые они определили права, которые сербы получат как меньшинство. Уточняя определённые права сербов, такие как культура, экономика, социальные вопросы, этика и т. д., они пытались определить рамки культурной идентичности, которая является попыткой свести этническую нацию к измерениям культурной этнической группы. Следовательно, согласно Меморандуму, парламентское большинство (мусульмане и хорваты) были государствообразующими нациями, потому что они могли принимать конституционные акты без сербов.

## Последствия принятия Меморандума
Каждое решение Меморандума о суверенитете Боснии и Герцеговины в отдельности направлено на то, чтобы позволить правительству Боснии и Герцеговины принять решение, выражающее стремление к признанию СР Боснии и Герцеговины в качестве независимого государства.
Меморандум стал поворотным моментом не только потому, что он намекал на политическое будущее независимой Боснии и Герцеговины, но также потому, что он был принят на основе открытого разделения национальных политических элит, которые придерживались совершенно противоположных взглядов.
Меморандум был принят без сербских представителей, что поставило под угрозу конституционный и правовой порядок, поскольку никто не мог принять решение от имени боснийских сербов остаться без Югославии, то есть быть меньшинством в независимой Боснии и Герцеговине. Соответственно, в ответ на принятие Меморандума о суверенитете Боснии и Герцеговины 24 октября 1991 года боснийскими сербами была созвана Народная скупщина Республики Сербской.